# Fernando Alonso Fernández
Fernando Alonso Fernández   (Madrid, 1956) és un enginyer i Aviador espanyol.
És el vicepresident d'assajos en vol d'Airbus. Forma part de la companyia des de 1982. Durant la seva carrera ha acumulat més de 3.000 hores de vol provant nous models com el A320, A340, A318, A330 i el A340-600. Va formar part de la tripulació del primer vol realitzat per l'Airbus A380 i el A350.

## Biografia
Després de llicenciar-se en Enginyeria aeroespacial a la E.T.S.I.A. de la Universitat Politècnica de Madrid, el 1979 va començar a treballar per a la companyia McDonnell Douglas (situada a Long Beach, Califòrnia) 
com a enginyer d'actuacions en el departament d'assajos en vol de la companyia.
El 1982 es va incorporar a Airbus com a enginyer d'actuacions en la divisió de vol. Això li va permetre treballar en el desenvolupament dels següents models: A310, A300-600 i A320. Posteriorment, i després d'aconseguir graduar-se com a enginyer d'assaigs en vol a l'Escola de Pilots d'Assaig d'Istres, va passar a ser el responsable dels assajos en vol de la companyia. Sota aquest nou càrrec va treballar en els models A340, A330 i A321.
A principis de 2002 va ser nomenat vicepresident d'assajos en vol (Vice President Flight Test Division). Des d'aquest moment és el màxim responsable de totes les activitat d'assajos en vol realitzats per la companyia. Dirigeix així les proves del A380, l'avió de transport militar A400M i del futur A350.
Des que va entrar a formar part d'Airbus acumula ja més de 3000 hores de vol sent l'enginyer d'assaigs en vol dels següents models: A340-200 (1992), A319 (1997), A318 (2002) i A380 (2007).
Des 2003 és col·laborador habitual de l'ONG francesa Sourire d'Enfant (el somriure d'un nen), l'objectiu és millorar les condicions de vida dels infants residents en els barris més desfavorits de Phnom Penh, a Cambodja.

## Vida personal
Està casat amb Marisa Caprile i té tres fills. El seu germà és el investigador Pedro Alonso guardonat en 2008 amb el Premi Princesa d'Astúries de Cooperació Internacional.